# Fotonski torpedo
Fotonski torpedo je fiktivno oružje korišteno u znanstvenofantastičnoj TV seriji Zvjezdane staze. Jedno je od najkorištenijih brodskih oružja.
Većina brodova posjeduje po jedan par lansera torpeda na prednjem i zadnjem dijelu broda. Svaki od njih ima više kućišta torpeda, u koje se mogu smjestiti različite bojne glave.
Kako je nemoguće koristiti fazore pri warpu, svi brodovi Zvjezdane flote imaju barem jedan lanser torpeda. Torpedo može postići warp brzinu broda iz kojeg je ispaljen, može preći daljinu od 3,5 - 106 km, bez da izgubi detonacijsku moć.

### Konstrukcija
Standardna torpeda od 2271. imaju eliptično kućište, napravljeno iz gama-ekspandirajućeg tritanijuma. Unutar kućišta se nalaze deuterijski i antideuterijski spremnici, komora za miješanje deuterija i pripadajuće komponente za magnetsko polje. Torpedo na sebi ima i sustav za upravljanje i detonaciju, dok se podaci za metu primaju s broda. Veličina torpeda je 2100 x 760 x 450 mm, a težak je 247,5 kg (bez bojne glave).
Bojna glava sastoji se od nekoliko tisuća paketa u kojima se nalazi materija i antimaterija. Materiju i antimateriju razdvajaju magnetska polja unutar kućišta. Nakon što se torpedo ispali, oslobađaju se materija i antimaterija, no još ne stupaju u kontakt. Na zapovijed detonacijskog sustava magnetsko polje se urušava i nastaje eksplozija snage 1,348 x 1017 J (ako uzmemo da reagira 1,5 kg antimaterije).
Pogon torpeda je multimodalan. Torpedo ne posjeduje warp pogon, no da bi zadržao warp brzinu koristi reakcijsku komoru koja je 12 puta manja od brodske. Postoje i drugi načini leta, ako brod koji ga ispaljuje nije u warpu, torpedo može postići 75% više brzine nego što je imao pri ispaljivanju. Ne može sam prekoračiti svjetlosnu brzinu, ali joj se može približiti, što povećava snagu detonacije.

### Lansiranje
Lanser torpeda je cijev duga 30 m. U lanseru, torpeda dobivaju početnu energiju i podatke o meti i detonaciji. Lanser torpeda je napravljen od tritanijuma i od sarij farnida.